# Задужбина Бранка Ћопића
Задужбина Бранка Ћопића  основана је на иницијативу покојне Богданка Илић Ћопић (Бранкове супруге), са циљем да очува сећање на лик и дело покојног академика Бранка Ћопића.  Задужбина се налази  у просторијама Српске академије наука и уметности, и њом управља  управни одбор састављен од изабраних чланова Одељења за језик и књижевност САНУ.

## Регистрација и седиште
Задужбина Бранка Ћопића је регистрована је 2012. године у Агенцији за привредне регистре у складу са Законом о задужбинама и фондацијама Републике Србије. Њено седиште је у згради САНУ у Кнез Михаиловој 35.

## Историја
Задужбину Бранка Ћопића основала је 1989. године супруга покојног академика Бранка Ћопића, покојна Богданка Илић Ћопић, са својством правног лица, а седиште јој је у Српској академији наука и уметности, чији је Бранко био члан.
Основни је циљ оснивања Задужбине Бранка Ћопића је награђивање писаца за дела писана и објављена на српском језику.
Други циљ Задужбине Бранка Ћопића је заступање ауторских права за објављивање књижевних дела Бранка Ћопића.
Управитељ Задужбине Бранка Ћопића је Слађана Млађен.

## Управни одбор Задужбине
Задужбином руководи Управни одбор који чине чланови изабрани из Одељења за језик и књижевност САНУ. Управни одбор Задужбине тренутно чине академици: Милосав Тешић (председник), Горан Петровић (потпредседник), Душан Ковачевић, Матија Бећковић и Нада Милошевић Ђорђевић (прем. 2021).

## Награде Задужбине
Задужбина је проистекла из племените идеје награђивања писаца за дела високих уметничких домета, писаних и објављених на српском језику. У том смислу, Задужбина годишње додељује две Награде „Бранко Ћопић”, по једну:
- из области прозе,
- за истакнуто поетско дело.